# Nicole Oude Luttikhuis
Nicole Oude Luttikhuis (Harbrinkhoek, 26 december 1997) is een Nederlands voormalig profvolleybalspeelster. Na bij verschillende ploegen in Nederland te hebben gespeeld, speelde ze als middenblokkeerder van 2016 tot 2019 bij de Ladies in Black Aachen.

## Carrière
Nicole Oude Luttikhuis begon met gymnastiek voordat ze op volleybal ging.  Ze begon haar carrière bij VV Krekkers in haar geboorteplaats Harbrinkhoek. Op een toernooi in Borne werd Oude Luttikhuis door een scout ontdekt waarna ze terecht kwam in Talentteam Papendal in Arnhem. Vervolgens speelde ze voor het eerste interlands voor het nationaal juniorenteam. Met dit team nam Oude Luttikhuis deel aan het Europees Olympisch Jeugdzomerfestival 2013. Daar werd ze onderscheiden met de titel Beste middenblokker. In 2015 werd ze voor het eerst opgeroepen voor de Nederlandse volleybalploeg waarmee ze uitkwam op de Europese Spelen 2015. In datzelfde jaar maakte Oude Luttikhuis de overstap naar Team Eurosped in Almelo.  In het seizoen 2015/16 won ze met deze club de nationale beker. Tevens werd Oude Luttikhuis genomineerd voor de Ingrid Visser Prijs.
In 2016 ging Oude Luttikhuis haar eerste buitenlandse avontuur aan bij de Duitse Bundesligaclub Ladies in Black Aachen. Voor deze club speelde ze als buitenaanvaller en wist ze de kwartfinale van de play-offs van de Bundesliga en de DVV Pokal te bereiken. Het seizoen erna werd Oude Luttikhuis derde met haar team. Met de Nederlandse ploeg haalde ze vierde plaats op het WK 2018. In het seizoen 2018/19 wist Oude Luttikhuis de halve finales van de DVV Pokal en play-offs van de Bundesliga te bereiken met Ladies in Black Aachen. Ook kwam ze uit in de CEV Challenge Cup.
Vervolgens maakte Oude Luttikhuis de overstap naar competitiegenoot Schweriner SC. Met het Nederlands elftal nam ze in 2019 deel aan de Nations League en het WK 2019. In de DVV Pokal wist Oude Luttikhuis tot de halve finales te reiken. Met Schwerin SC stond Oude Luttikhuis eerste totdat de competitie door de Coronapandemie werd stilgelegd. In het seizoen 2020/21 wist ze met Schwerin SC de DVV Pokal te winnen en haalde ze opnieuw de halve finale van de play-offs van de Bundesliga.
In het seizoen 2022/23 maakte Oude Luttikhuis de overstap naar het Franse Sportclub Levallois. Na een jaar maakte ze de overstap naar het Zwitserse Sm'aech Pfeffingen. Dit zou haar laatste profclub zijn. Op 26 april 2024 maakte Oude Luttikhuis bekend een einde aan haar professionele carrière te maken. Ze besloot op een lager niveau verder te volleyballen bij Timax/Devoko uit Denekamp.